# 2005. évi XC. törvény
2005. évi XC. törvény volt az egyes közérdekű adatok elektronikus hozzáférhetőségéről szóló első magyar jogszabály.
A magyar jogban az információszabadság a személyes adatok védelméről és a közérdekű adatok nyilvánosságáról szóló 1992. évi LXIII. törvénnyel (Avt.) jelent meg. A 2005. évi XC. törvény a technikai fejlődésnek megfelelve annyiban lépett túl ezen, hogy előírja, a „közérdekű adatok e törvényben meghatározott körét elektronikus úton bárki számára személyazonosítás és adatigénylési eljárás nélkül, folyamatosan és díjmentesen” kell közzétenni. A jogszabály tehát egyszerűbbé és gyorsabbá teszi egyes adatok megismerhetőségét adatigénylés, várakozás, díjfizetés stb. nélkül. A jogszabály címe: az elektronikus információszabadságról.
A törvény 2012. január 1-jén hatályát vesztette.

## Hatály
A törvény több lépcsőben lépett hatályba. A közérdekű adatok elektronikus közzétételéről és a jogalkotás nyilvánosságáról szóló részek 2006. január 1-jén, a bírósági határozatok nyilvánosságáról szóló rész pedig 2007. július 1-jén lépett hatályba.
A törvény hatálya nem terjedt ki az önkormányzati rendeletekre, így ezek megismerhetőségére, nyilvánosságára továbbra is a jogalkotásról szóló 1987. évi XI. törvényt (Jat.) kellett alkalmazni.
A törvényben fel nem sorolt közérdekű adatok megismerhetőségére továbbra is az Avt. szabályai vonatkoztak.
A törvény 2012. január 1-jével hatályát vesztette; „utódja” az információs önrendelkezési jogról és az információszabadságról szóló 2011. évi CXII. törvény.

## Tartalma
A törvény három részből állt. Az első rész azt határozta meg, hogy a gazdálkodással, a tevékenységgel, a szervezettel és a személyekkel kapcsolatos közérdekű adatokat mely állami szerveknek és milyen módon kell közzétenniük. Ez szabványos közzétételi listák alapján internetes honlapokon zajlik.
A második rész a Magyar Közlöny digitálisan aláírt közzétételéről és a Hatályos Jogszabályok Elektronikus Gyűjteménye (HJEGY) létrehozásáról és működéséről szólt. A törvény azt is előírta itt, hogy a kihirdetett vagy egységes szerkezetbe foglalt jogszabályokon kívül az előterjesztéseket, a szakmai indokolásokat, az országgyűlési vita dokumentumait és a jogszabálytervezeteket is nyilvánosságra kell hozni.
A harmadik rész a felsőbb bíróságok (Legfelsőbb Bíróság, ítélőtáblák) ítéleteinek és végzéseinek a nyilvánosságáról szólt. Előírta, hogy az anonimizált határozatokat a kapcsolódó alsóbb fokú bírósági határozatokkal, illetve a felülvizsgált közigazgatási határozatokkal együtt a Bírósági Határozatok Gyűjteményében kell közzétenni. A honlapot az Országos Igazságszolgáltatási Tanács Hivatalának kellett működtetnie.
A törvény melléklete – a közzétételi lista – tartalmazta, hogy mely adatokat kell elektronikusan közzétenni, milyen időközönként kell az adatokat frissíteni, továbbá hogy milyen módon és mennyi ideig kell a közzétett adatokat megőrizni (archiválni).

## Jelölései
- 2005. évi XC. törvény
- 2005: XC. tv.
- az elektronikus információszabadságról szóló törvény
- Eit.

## Külső kapcsolatok
- 2005. évi XC. törvény az elektronikus információszabadságról (2012. január 1-től nem hatályos)
- 2011. évi CXII. törvény az információs önrendelkezési jogról és az információszabadságról
  - net.jogtar.hu/info-tv – 2011. évi CXII. törvény az információs önrendelkezési jogról és az információszabadságról